# Hlavné námestie

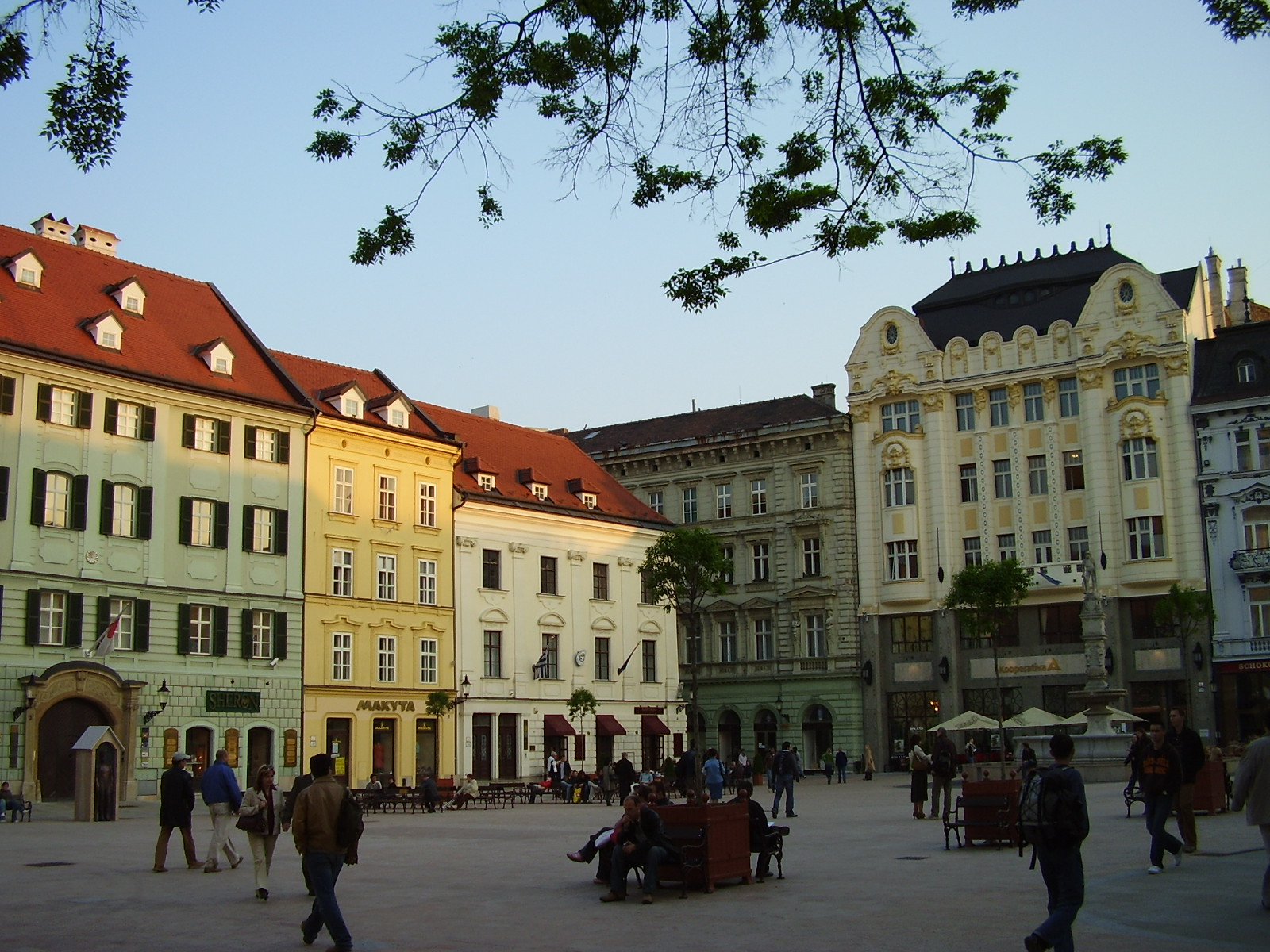
Hlavné námestie

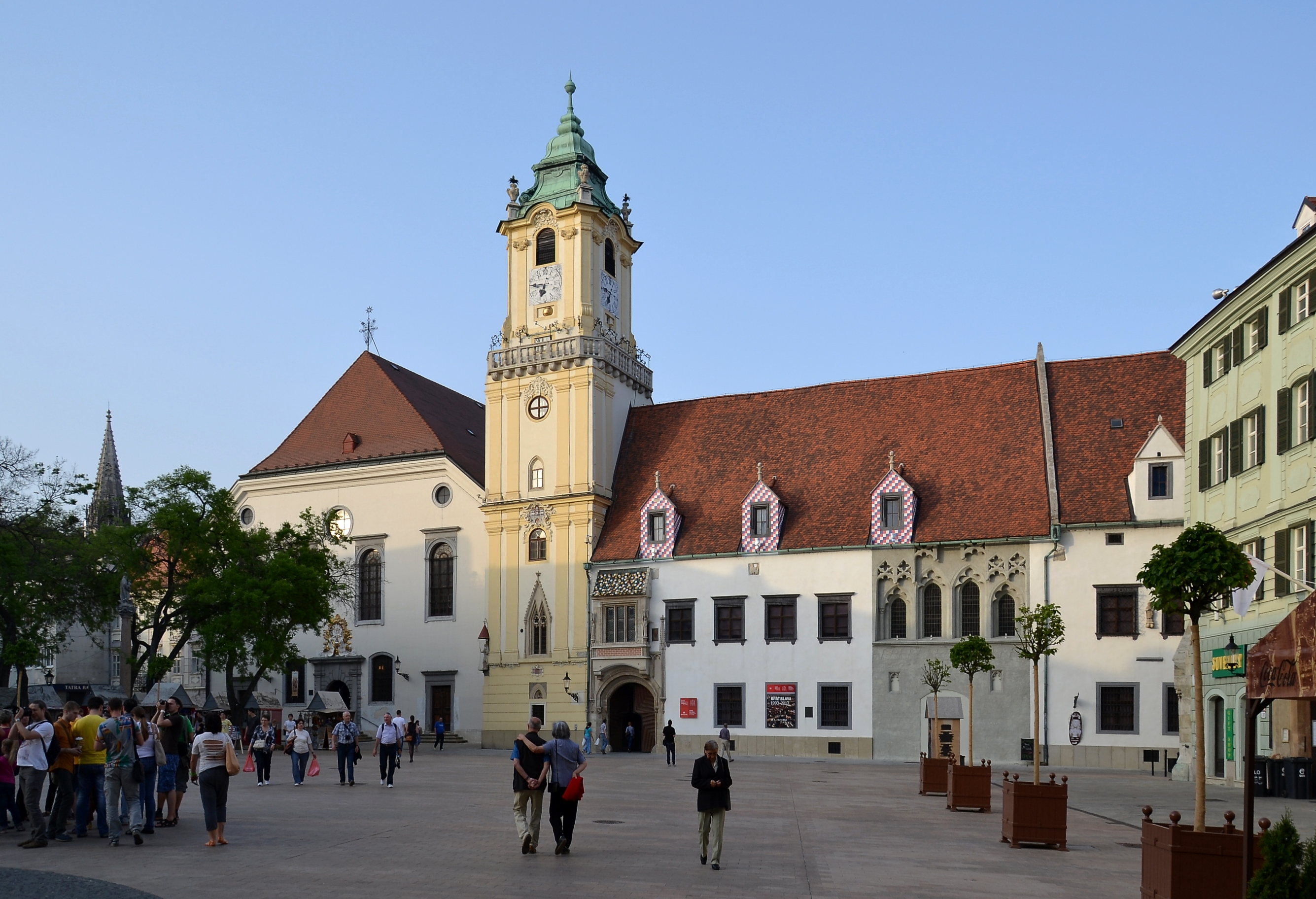
Ratusz na placu, na lewo kościół jezuitów

Hlavné námestie – główny plac Bratysławy, pełniący jednocześnie funkcję rynku. Usytuowany jest w centrum stolicy Słowacji, na Starym Mieście. Graniczy z Františkánskim námestii oraz ulicami Sedlárską i Radničną.
Plac, bardzo popularny wśród turystów, otoczony jest zabytkowymi budynkami, w większości z końca XIX i XX wieku. Najważniejszym jest stary ratusz, którego początki sięgają XIV wieku. Inne wyróżniające się obiekty:
- secesyjny palác Roland z 1906, w przeszłości siedziba węgierskiego banku, obecnie na parterze również mieści się bank,
- neobarokowy Paluďaiov palác z 1880, wybudowany przez handlarza winami Franciszka Palugyaya,
- rokokowy Aponiho palác, tworzący kompleks zabudowań ratuszowych,
- Miestodržiteľský palác, mieszczący biura rządowe,
- rokokowy Kutscherfeldov palác z 1762, postawiony przez zarządcę cesarskich majątków Leopolda von Kutcherfelda.

W centrum placu stoi fontanna Rollanda (Rolandova fontána lub Maximiliánova fontána) z XVI wieku, upamiętniająca cesarza Maksymiliana, jednak powszechniejsza nazwa łączy ją z legendarnym rycerzem Rollandem.
Przy rynku mieszczą się również trzy ambasady: francuska (wraz z Instytutem Francuskim), grecka oraz japońska.
Od końca XX wieku odbywają się tutaj liczne imprezy, jarmarki świąteczne oraz koncerty i przedstawienia.

## Nazwa placu
Nazwa rynku często się w przeszłości zmieniała. Pierwszą znaną była łacińska w 1373 – Forum. W 1404 po raz pierwszy pojawiła się nazwa niemiecka Markt, a w 1434 – Ring. W 1668 pojawia się po raz kolejny nazwa łacińska Forum civitatis. Po wstąpieniu na tron cesarza Franciszka Józefa w 1850 rynek nosił nazwę Franz Joseph-Platz, a po węgiersku Ferenc József tér (nazwa węgierska pojawiła się jednak później). Na mapach z przełomu XIX i XX wieku występują także inne nazwy Fő tér oraz Hauptplatz, czyli po prostu "główny plac". W okresie międzywojennym nadano rynkowi nazwę Masarykovo namestie, ku czci prezydenta Tomáša Masaryka, natomiast w latach formalnie niepodległej Słowacji (1939–1945) uhonorowano jednego z "ojców" proklamacji niepodległości – Adolfa Hitlera –  i główny plac stolicy nosił imię Hitlerovo namestie.
Kolejna zmiana, tym razem na dłużej, nastąpiła w okresie komunistycznej Czechosłowacji – obowiązywała wówczas nazwa Námestie 4. apríla (4 kwietnia wojska radzieckie zajęły Bratysławę). Po 1989 nadano obecną, neutralną nazwę.

Panorama placu po zmroku